# Иванов, Юрий Филиппович
Иванов Юрий Филиппович (род. 23 октября 1933, Москва) — российский скульптор, заслуженный художник РСФСР (1986), дипломант Академии художеств СССР.

## Биография
Родился Юрий Филиппович в Москве, во время Великой Отечественной войны находился в эвакуации в Ирбите, где получил первые навыки рисования в местной студии. После учёбы в краснодарском железнодорожном училище переехал в Москву, где учился в Московском художественном ремесленном училище № 64. Закончил его в 1954 году по специальности «мастер художественной обработки камня». Ещё в училище Иванов начал заниматься скульптурой, участвовал в выставках.
По окончании обучения работал в мастерских скульпторов Н. В. Томского, Л. Е. Кербеля, Д. П. Шварца, В. Е. Цигаля, З. М. Виленского. Работа и общение с мастерами послужило ему большой школой.
В 1962 году был принят в члены Союза художников СССР.
С 1956 г. как скульптор участник молодёжных, зональных, республиканских, всесоюзных, зарубежных выставок.
Скульптурные произведения автора находятся в Государственной Третьяковской Галерее, Государственном Русском Музее и других музеях России и мира. Юрий Филиппович является автором многих памятников на территории бывшего Советского Союза, элементов архитектурного оформления зданий, памятных медалей.

## Наиболее известные произведения
- Памятник Погибшим Воинам — г. Раменское, 1970 год.
- Памятник Гл. Конструктору С. П. Королёву — г. Житомир, 1988 год.
- Памятник К. Э. Циолковскому — г. Долгопрудный, 1989 год.
- Памятник Ф. М. Достоевскому — усадьба Даровое, 1993 год.[1]
- Памятник «Скорбящая мать», г. Долгопрудный, 1995 год.[2]
- Апостолы Пётр и Павел, архангел Михаил — г. Москва, Иверская часовня, 1995 год.
- Памятник А. С. Голубкиной — г. Зарайск, 1999 год.[1]
- Памятник Ф. И. Тютчеву — г. Москва, 2003 год.[3]
- Памятник Д. М. Пожарскому — г. Зарайск, 2004 год.[1]

## Галерея

Памятник Воину-освободителю в Егорьевске
Памятник Достоевскому в Даровом
Бюст Ф.И. Тютчева в Москве
Памятник Циолковскому в Долгопрудном